# Ainattirivier
Ainattijoki is een rivier binnen de gemeente Kiruna. De rivier is ongeveer 40 km lang en vindt zijn oorsprong in het uitgestrekte moeras van Noord-Zweden en stroomt langs het Ainattimeer. De rivier stroomt bij het meest noordelijk gelegen dorp van Zweden, Maunu, in de Könkämärivier. Het verval is ongeveer 100 m (2,5 m per km).
Afwatering: Ainattirivier → Könkämärivier → Muonio → Torne → Botnische Golf